# Matthias Klatt
Matthias Klatt (* 1973) ist ein deutscher Rechtswissenschaftler und Professor an der Karl-Franzens-Universität Graz.

## Leben
1993 nahm Klatt das Studium der Rechtswissenschaften an der Georg-August-Universität in Göttingen auf. Dieses schloss er 1999 mit dem ersten Staatsexamen ab. Anschließend promovierte er an der Christian-Albrechts-Universität zu Kiel bei Robert Alexy und erlangte Anfang 2003 die Doktorwürde. Ab 2002 absolvierte er sein Referendariat; 2004 legte er die zweite Juristische Staatsprüfung ab. Es folgten eine Station als Wissenschaftlicher Mitarbeiter am Bundesverfassungsgericht von 2004 bis 2005 und ein Forschungsaufenthalt am New College der Oxford University von 2005 bis 2008. Von 2007 bis 2012 war er Mitglied der Jungen Akademie der Berlin-Brandenburgische Akademie der Wissenschaften und der Leopoldina.
2008 übernahm Klatt eine Junior-Professur im Öffentlichen Recht an der Universität Hamburg. Hier habilitierte er 2013 bei Stefan Oeter zur Frage, inwieweit Kompetenzzuweisungen als Prinzipien verstanden und in Konfliktfällen gegeneinander abgewogen werden können. 2015 wurde er zum ordentlichen Professor an der Karl-Franzens-Universität Graz ernannt. Dort hat er den Lehrstuhl für Rechtsphilosophie, Rechtssoziologie und Rechtspolitik inne. Seit 2021 ist er Mitglied im Netzwerk Wissenschaftsfreiheit.
Klatt lebt mit seiner Familie in Graz.

## Forschung
Klatts Forschung und Lehre konzentriert sich auf grundlegende Fragen des Verfassungsrechts und der juristischen Methodik. Im erstgenannten Bereich entwickelt er in seinen Publikationen insbesondere Robert Alexys Prinzipientheorie fort und untersucht, inwieweit eine Abwägung von Kompetenzen, Grundrechtskombinationen oder trotz unsicherer Faktoren möglich ist.
Der Methodenlehre widmete er bereits seine Dissertation, in der er die Wortlautgrenze als objektives Abgrenzungskriterium von Auslegung und Rechtsfortbildung gegen skeptizistische Argumente verteidigt. Ferner setzte er auf diesem Gebiet in den vergangenen Jahren erneut einen Schwerpunkt, indem er sich mit Fragen zu elementaren Strukturen des Rechts befasste. Hierbei geht er unter anderem von der Doppelnatur des Rechts aus, die er wie schon Dworkin und Alexy darin erblickt, dass das Recht nicht nur eine positive Ordnung aufspannt (reelle Dimension), sondern zugleich auch notwendig einen Anspruch auf moralische Richtigkeit erhebt (ideelle Dimension).
Klatts Arbeit ist unter anderem beeinflusst von Robert Alexy und Ralf Dreier.

## Auszeichnungen
- European Award for Legal Theory (2002) für seine Dissertation zur Theorie der Wortlautgrenze[7]
- Preis der Kieler Doctores Iuris (2003) für seine Dissertation zur Theorie der Wortlautgrenze[1]
- Young Scholar Prize (2003) der International Association of Legal and Social Philosophy (IVR)[8]
- Hamburger Lehrpreis (2010) der Hamburger Wissenschaftsbehörde für herausragende und innovative Lehrleistungen an den Hamburger Hochschulen[9]

## Publikationen
Matthias Klatts wissenschaftliches Werk umfasst über 60 Veröffentlichungen, von denen viele unter anderem in das Englische und Spanische übersetzt wurden. Eine vollständige Liste seiner Veröffentlichungen findet sich auf der Webseite seines Lehrstuhls an der Universität Graz. Zu seinen wichtigsten Arbeiten zählen:
- Theorie der Wortlautgrenze: Semantische Normativität in der juristischen Argumentation (Dissertation), Baden-Baden 2004, ISBN 978-3-8329-0539-2.
- Spielräume im Öffentlichen Recht: Zur Abwägungslehre der Prinzipientheorie, Tübingen 2010, ISBN 978-3-16-150564-5.
- The Constitutional Structure of Proportionality, Oxford 2012, ISBN 978-0-1996-6246-3.
- Die praktische Konkordanz von Kompetenzen: Entwickelt anhand der Jurisdiktionskonflikte im Europäischen Grundrechtsschutz (Habilitationsschrift), Tübingen 2014, ISBN 978-3-1615-3017-3.
- Constitutionally Conforming Interpretation – Comparative Perspectives (Volume I: National Reports), Oxford 2023, ISBN 978-1-50995-384-4.